# Esperanto-Weltkongress

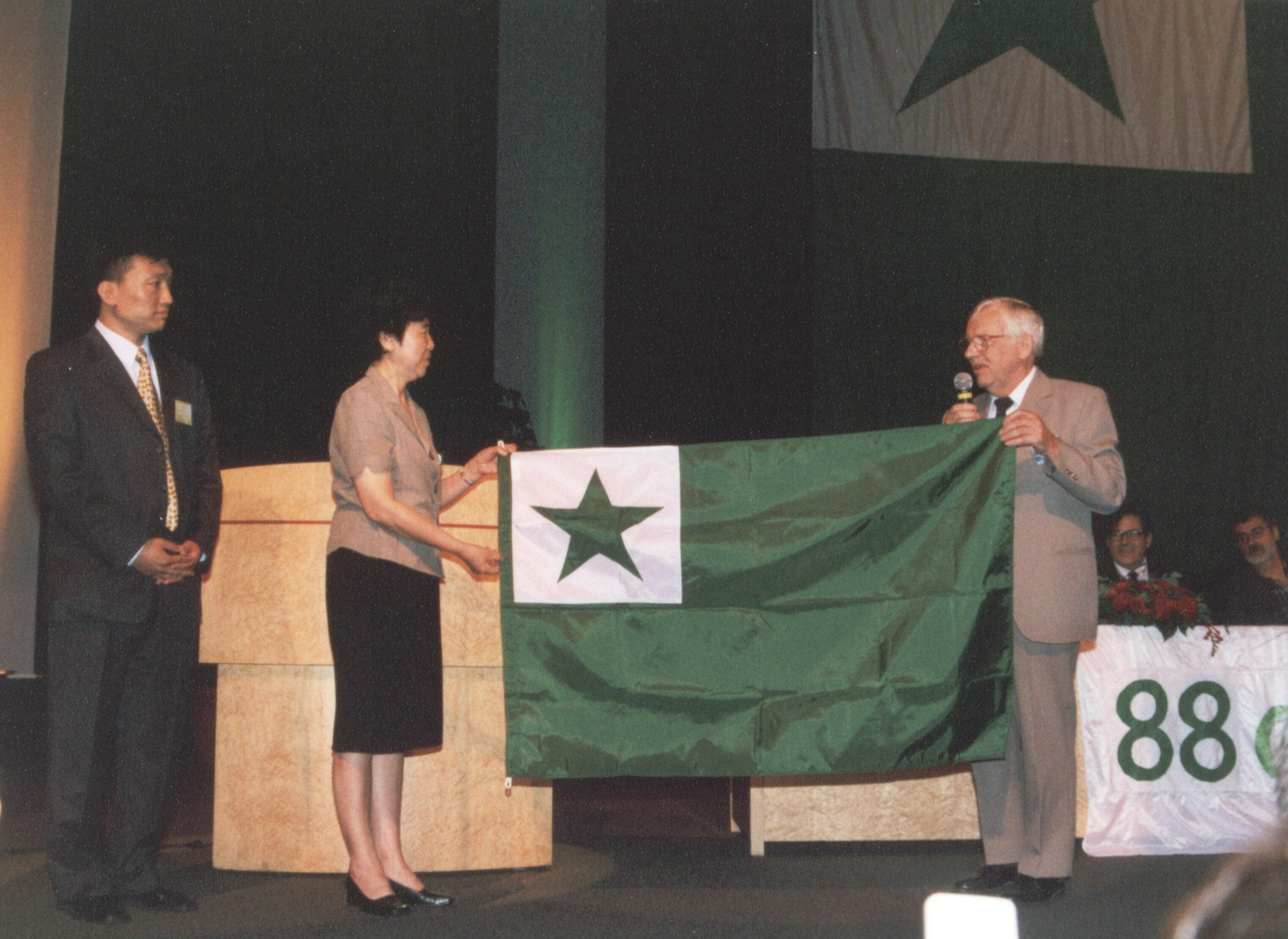
Traditionelle Flaggenübergabe, Göteborg 2003: Chinesische Delegierte erhalten für den Pekinger Kongress 2004 die Flagge vom Vorsitzenden des schwedischen Kongress-Ausschusses

Der Esperanto-Weltkongress (Universala Kongreso, kurz UK) ist die wichtigste Esperanto-Einzelveranstaltung und wird jedes Jahr in einer anderen Stadt veranstaltet. Ausrichter ist der Esperanto-Weltbund (Universala Esperanto-Asocio) zusammen mit einem Ortsausschuss. Neben einem Kulturprogramm gibt es dort die Sitzungen von Organen des Weltbundes, aber auch von anderen Esperanto-Organisationen.

## Geschichte

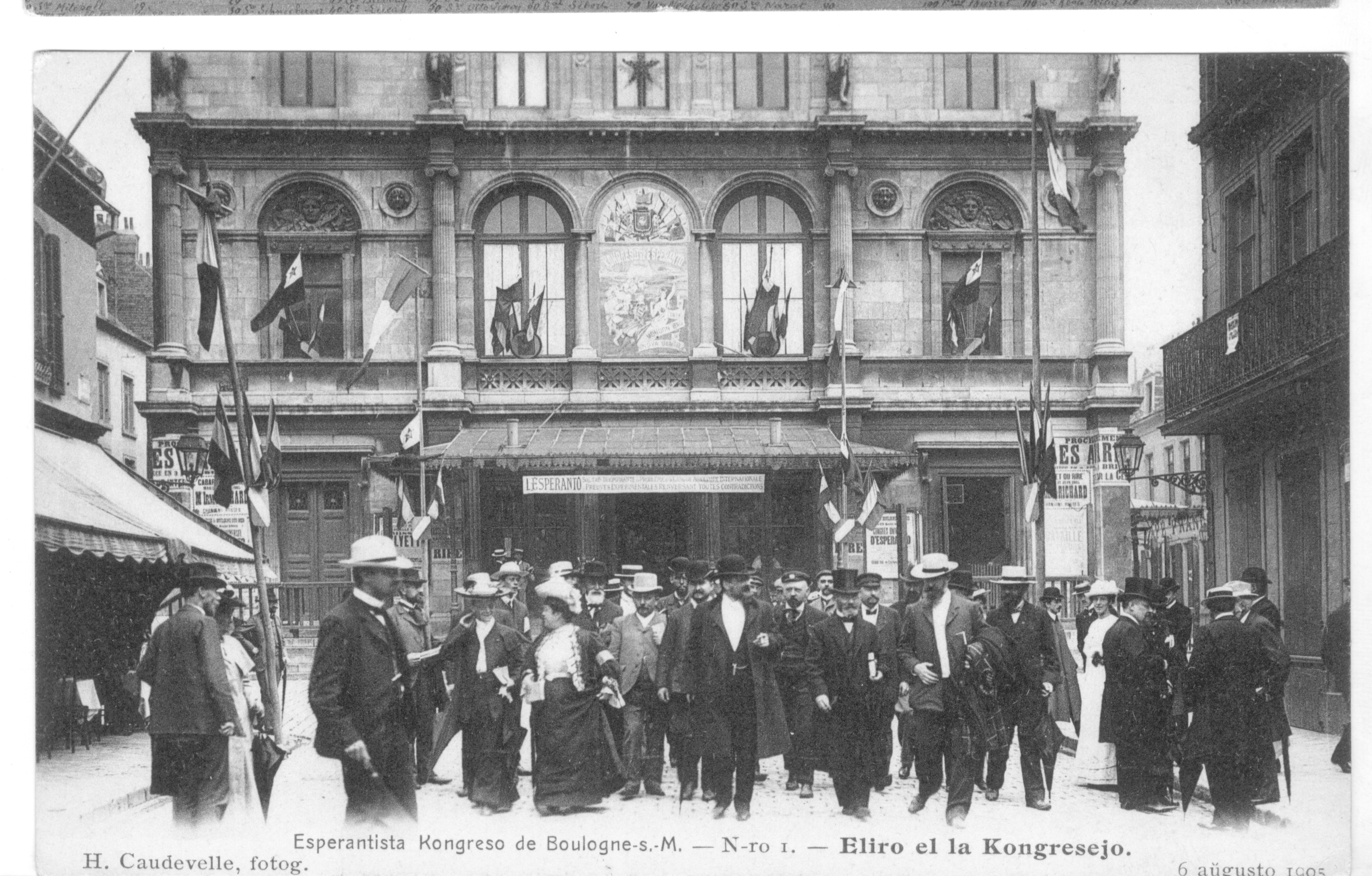
Verlassen des Kongressgebäudes, Kongress von Boulogne, 1905. In der Mitte L. L. Zamenhof.

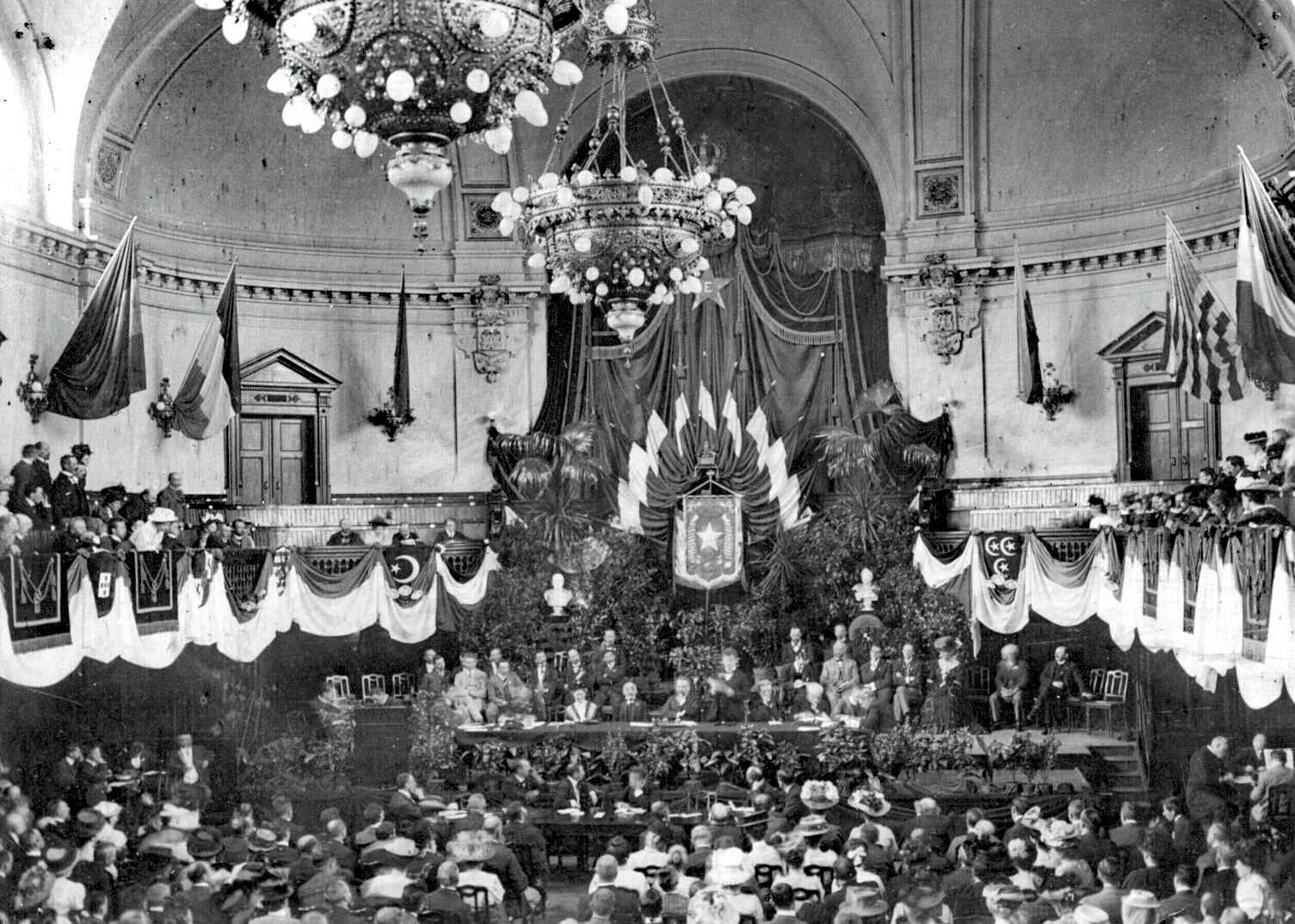
Eröffnung des Dresdner Kongresses 1908

Der erste Esperanto-Weltkongress fand 1905 auf private Initiative des Anwaltes Alfred Michaux hin in der nordfranzösischen Stadt Boulogne statt, auf der die Deklaration von Boulogne verabschiedet wurde. In der Folge wurde über die jeweils folgenden Kongresse auf dem Kongress zuvor entschieden. 1923 übernahm eine Dachorganisation die Aufgabe, zu den Kongressen einzuladen und diese zu betreuen. 1933/34 wurde schließlich der Esperanto-Weltbund diese Dachorganisation.
Bereits vor dem Zweiten Weltkrieg unterstützte der Weltbund den Kongress durch eine Vermittlungsperson, die vor Ort dem jeweiligen Kongress-Ausschuss half. Nach dem Krieg wurde dies unter der Bezeichnung „ständiger Kongress-Sekretär“ endgültig institutionalisiert. Bis 1961 wohnte und arbeitete der Sekretär immer am jeweiligen Kongress-Ort, seitdem ist er in das Hauptbüro des Weltbundes in Rotterdam integriert.
Wegen der Weltkriege konnte der Kongress in den Jahren 1916–1919 sowie 1940–1946 nicht ausgerichtet werden, daher war der 90. Kongress in Vilnius 2005 nicht der hundertste, trotz des hundertjährigen Jubiläums. Bislang sah der Kongress insgesamt über dreißig verschiedene Länder. Die meisten Kongresse fanden in Europa statt, und nach Washington (1910), San Francisco (1915), Tokyo (1965) und Portland (1971) bürgerte es sich erst in den 1980er Jahren ein, dass der Kongress ungefähr alle drei Jahre außerhalb Europas stattfindet.
Der Kongress wurde bislang neunmal in Deutschland ausgerichtet, wenn man den in Danzig mit einbezieht: 1908 in Dresden, 1923 in Nürnberg, 1927 in Danzig, 1933 in Köln, 1951 in München, 1958 in Mainz, 1974 in Hamburg, 1985 in Augsburg, 1999 in Berlin.
Der Kongress fand außerdem viermal in Österreich (1924, 1936, 1970 und 1992, jedes Mal in Wien) und sechsmal in der Schweiz (1906 und 1925 in Genf, 1913, 1939 und 1947 in Bern und 1979 in Luzern) statt.

## Programm
Der Kongress wird traditionell von einer Eröffnungs- und einer Schluss-Sitzung eingerahmt, wobei es am Tag vor dem eigentlichen Beginn ein Vorprogramm gibt und die Eröffnungssitzung in einen eher offiziellen Teil (mit Ansprachen von Botschaftern usw.) und einen mehr „internen“ Teil geteilt ist.
Fast während des gesamten Kongresses tagt das Komitato, der Verbandsrat der Esperanto-Weltbundes. Auch der Vorstand hat Sitzungen und antwortet in einer Fragestunde den Kongressteilnehmern zu seiner Arbeit; ebenso halten es der Generaldirektor und der Redakteur der Verbandszeitschrift. Darüber hinaus nutzen viele weitere internationale Esperanto-Organisationen die Gelegenheit für eine Zusammenkunft oder die Jahreshauptversammlung, zum Beispiel die Fachverbände der esperantosprachigen Ärzte oder Briefmarkensammler, oder auch die Esperanto-Akademie.
In einem Themenprogramm diskutiert der Kongress über aktuelle Fragen der Esperanto-Sprachgemeinschaft oder der internationalen Beziehungen insgesamt. In der „Kongress-Universität“ halten Wissenschaftler fachliche Vorträge auf Esperanto und in der Esperantologischen Konferenz werden Arbeiten zur Sprache und Geschichte des Esperanto vorgestellt.
Das Kulturprogramm beinhaltet unter anderem Theateraufführungen, Buchvorstellungen, Kabarett, Konzerte sowie einen Ball. Bei Ausflügen können die Teilnehmer das Gastland kennenlernen.

## Teilnehmer
Am Esperanto-Weltkongress nehmen meist zwischen 700 und 2500 Esperanto-Sprecher aus über sechzig Ländern teil. Der bisher kleinste Esperanto-Weltkongress fand während des Ersten Weltkrieges im Jahr 1915 in San Francisco statt (163 Teilnehmer), der bisher größte anlässlich des hundertjährigen Jubiläums der Sprache Esperanto im Jahr 1987 in Warschau (5.946 Teilnehmer).

## Kinderkongress
Das Internationale Esperanto-Kinderkongresschen (auf Esperanto: Internacia Infana Kongreseto de Esperanto, IIK) findet immer gleichzeitig mit dem Esperanto-Weltkongress statt. Er zielt vor allem auf Kinder zwischen 6 und 14 Jahren. Obwohl die Hauptzielgruppe Kinder sind, die schon Esperanto-Kenntnisse haben, können auch solche teilnehmen, die Esperanto noch erlernen.
Der erste Kinderkongress fand 1951 in München aufgrund einer Initiative von Siegfried Ziegler, Josef Moravec und Margarete Klünder statt. Zunächst fand der Kinderkongress unregelmäßig statt; mittlerweile wird er bei fast jedem Esperanto-Weltkongress eingerichtet.

## Jugendweltkongress (IJK)
Seit 1938 gibt es auch einen Jugendweltkongress (Internacia Junulara Kongreso, kurz IJK), der meist auf demselben Kontinent, manchmal im selben Land wie der Esperanto-Weltkongress stattfindet. Er wird eigenständig von der Welt-Esperanto-Jugend TEJO organisiert und hat nach deren Angaben üblicherweise mehrere hundert Teilnehmer.
Im deutschen Sprachraum fanden bisher folgende IJK statt: 1950 in Konstanz, 1953 in Wörgl, 1956 in Büsum, 1958 in Homburg, 1970 in Graz, 1974 in Münster, 1985 im Schloss Eringerfeld bei Geseke, 1996 in Güntersberge und 2015 in Wiesbaden.

## Liste der Veranstaltungsorte
| Jahr                      | Stadt            | Land                   | Teilnehmer |
| ------------------------- | ---------------- | ---------------------- | ---------- |
| 2024                      | Arusha           | Tansania               | 854        |
| 2023                      | Turin            | Italien                | 1319       |
| 2022                      | Montreal         | Kanada                 | 859        |
| 2021                      | Belfast          | Vereinigtes Königreich | abgesagt   |
| 2020                      | Montreal         | Kanada                 | abgesagt   |
| 2019                      | Lahti            | Finnland               | 917        |
| 2018                      | Lissabon         | Portugal               | 1567       |
| 2017                      | Seoul            | Südkorea               | 1173       |
| 2016                      | Nitra            | Slowakei               | 1253       |
| 2015                      | Lille            | Frankreich             | 2698       |
| 2014                      | Buenos Aires     | Argentinien            | 706        |
| 2013                      | Reykjavík        | Island                 | 1034       |
| 2012                      | Hanoi            | Vietnam                | 866        |
| 2011                      | Kopenhagen       | Dänemark               | 1458       |
| 2010                      | Havanna          | Kuba                   | 1002       |
| 2009                      | Białystok        | Polen                  | 1860       |
| 2008                      | Rotterdam        | Niederlande            | 1845       |
| 2007                      | Yokohama         | Japan                  | 1901       |
| 2006                      | Florenz          | Italien                | 2209       |
| 2005                      | Vilnius          | Litauen                | 2235       |
| 2004                      | Peking           | Volksrepublik China    | 2031       |
| 2003                      | Göteborg         | Schweden               | 1791       |
| 2002                      | Fortaleza        | Brasilien              | 1484       |
| 2001                      | Zagreb           | Kroatien               | 1691       |
| 2000                      | Tel Aviv         | Israel                 | 1212       |
| 1999                      | Berlin           | Deutschland            | 2712       |
| 1998                      | Montpellier      | Frankreich             | 3133       |
| 1997                      | Adelaide         | Australien             | 1224       |
| 1996                      | Prag             | Tschechien             | 2972       |
| 1995                      | Tampere          | Finnland               | 2443       |
| 1994                      | Seoul            | Südkorea               | 1776       |
| 1993                      | Valencia         | Spanien                | 1863       |
| 1992                      | Wien             | Österreich             | 3033       |
| 1991                      | Bergen           | Norwegen               | 2400       |
| 1990                      | Havanna          | Kuba                   | 1617       |
| 1989                      | Brighton         | Vereinigtes Königreich | 2280       |
| 1988                      | Rotterdam        | Niederlande            | 2321       |
| 1987                      | Warschau         | Polen                  | 5946       |
| 1986                      | Peking           | Volksrepublik China    | 2482       |
| 1985                      | Augsburg         | Deutschland            | 2311       |
| 1984                      | Vancouver        | Kanada                 | 802        |
| 1983                      | Budapest         | Ungarn                 | 4834       |
| 1982                      | Antwerpen        | Belgien                | 1899       |
| 1981                      | Brasília         | Brasilien              | 1749       |
| 1980                      | Stockholm        | Schweden               | 1807       |
| 1979                      | Luzern           | Schweiz                | 1630       |
| 1978                      | Warna            | Bulgarien              | 4414       |
| 1977                      | Reykjavík        | Island                 | 1199       |
| 1976                      | Athen            | Griechenland           | 1266       |
| 1975                      | Kopenhagen       | Dänemark               | 1227       |
| 1974                      | Hamburg          | Deutschland            | 1651       |
| 1973                      | Belgrad          | Jugoslawien            | 1638       |
| 1972                      | Portland         | Vereinigte Staaten     | 923        |
| 1971                      | London           | Vereinigtes Königreich | 2071       |
| 1970                      | Wien             | Österreich             | 1987       |
| 1969                      | Helsinki         | Finnland               | 1857       |
| 1968                      | Madrid           | Spanien                | 1769       |
| 1967                      | Rotterdam        | Niederlande            | 1265       |
| 1966                      | Budapest         | Ungarn                 | 3975       |
| 1965                      | Tokio            | Japan                  | 1710       |
| 1964                      | Den Haag         | Niederlande            | 2512       |
| 1963                      | Sofia            | Bulgarien              | 3472       |
| 1962                      | Kopenhagen       | Dänemark               | 1550       |
| 1961                      | Harrogate        | Vereinigtes Königreich | 1646       |
| 1960                      | Brüssel          | Belgien                | 1930       |
| 1959                      | Warschau         | Polen                  | 3256       |
| 1958                      | Mainz            | Deutschland            | 2021       |
| 1957                      | Marseille        | Frankreich             | 1468       |
| 1956                      | Kopenhagen       | Dänemark               | 2200       |
| 1955                      | Bologna          | Italien                | 1687       |
| 1954                      | Haarlem          | Niederlande            | 2353       |
| 1953                      | Zagreb           | Jugoslawien            | 1760       |
| 1952                      | Oslo             | Norwegen               | 1614       |
| 1951                      | München          | Deutschland            | 2040       |
| 1950                      | Paris            | Frankreich             | 2325       |
| 1949                      | Bournemouth      | Vereinigtes Königreich | 1534       |
| 1948                      | Malmö            | Schweden               | 1761       |
| 1947                      | Bern             | Schweiz                | 1370       |
| Vor dem Zweiten Weltkrieg |                  |                        |            |
| 1939                      | Bern             | Schweiz                | 765        |
| 1938                      | London           | Vereinigtes Königreich | 1602       |
| 1937                      | Warschau         | Polen                  | 1120       |
| 1936                      | Wien             | Österreich             | 854        |
| 1935                      | Rom              | Italien                | 1442       |
| 1934                      | Stockholm        | Schweden               | 2042       |
| 1933                      | Köln             | Deutschland            | 950        |
| 1932                      | Paris            | Frankreich             | 1650       |
| 1931                      | Krakau           | Polen                  | 900        |
| 1930                      | Oxford           | Vereinigtes Königreich | 1211       |
| 1929                      | Budapest         | Ungarn                 | 1200       |
| 1928                      | Antwerpen        | Belgien                | 1494       |
| 1927                      | Danzig           | Freie Stadt Danzig     | 905        |
| 1926                      | Edinburgh        | Vereinigtes Königreich | 960        |
| 1925                      | Genf             | Schweiz                | 953        |
| 1924                      | Wien             | Österreich             | 3400       |
| 1923                      | Nürnberg         | Deutschland            | 4963       |
| 1922                      | Helsinki         | Finnland               | 850        |
| 1921                      | Prag             | Tschechoslowakei       | 2561       |
| 1920                      | Den Haag         | Niederlande            | 408        |
| Vor dem Ersten Weltkrieg  |                  |                        |            |
| 1915                      | San Francisco    | Vereinigte Staaten     | 163        |
| 1914                      | Paris            | Frankreich             | abgesagt   |
| 1913                      | Bern             | Schweiz                | 1203       |
| 1912                      | Krakau           | Österreich-Ungarn      | 1000       |
| 1911                      | Antwerpen        | Belgien                | 1800       |
| 1910                      | Washington, D.C. | Vereinigte Staaten     | 357        |
| 1909                      | Barcelona        | Spanien                | 1500       |
| 1908                      | Dresden          | Deutschland            | 1500       |
| 1907                      | Cambridge        | Vereinigtes Königreich | 1317       |
| 1906                      | Genf             | Schweiz                | 1200       |
| 1905                      | Boulogne-sur-Mer | Frankreich             | 688        |